# Liste der Monuments historiques in Saint-Aubin-du-Cormier
Die Liste der Monuments historiques in Saint-Aubin-du-Cormier führt die Monuments historiques in der französischen Stadt Saint-Aubin-du-Cormier auf.

## Liste der Bauwerke
| Bezeichnung                         | Beschreibung | Standort              | Kennzeichnung | Schutzstatus | Datum | Bild           |
| ----------------------------------- | ------------ | --------------------- | ------------- | ------------ | ----- | -------------- |
| Schlossruine                        |              | (Lage)                | PA00090763    | Inscrit      | 2017  | weitere Bilder |
| Kirche St-Aubin                     |              | Rue du Château (Lage) | PA35000072    | Inscrit      | 2015  | weitere Bilder |
| Fünf Menhire La Forêt de Haute-Sève |              | (Lage)                | PA00090764    | Classé       | 1900  |                |

## Liste der Objekte
| Bezeichnung                | Beschreibung          | Standort                      | Kennzeichnung | Schutzstatus | Datum | Bild           |
| -------------------------- | --------------------- | ----------------------------- | ------------- | ------------ | ----- | -------------- |
| Orgel                      | Holz und Metall, 1854 | in der Kirche St-Aubin (Lage) | PM35001016    | Classé       | 1981  | weitere Bilder |
| Instrumentalteil der Orgel | Holz und Metall, 1854 | in der Kirche St-Aubin (Lage) | PM35001017    | Classé       | 1981  | weitere Bilder |